# Llista de pel·lícules espanyoles del 2005
Llista de pel·lícules espanyoles produïdes el 2005.
| 2005                              |                                    | |                   |                                              |
| Fràgils                           | Jaume Balagueró                    | Calista Flockhart, Elena Anaya, Gemma Jones, Richard Roxburgh, Colin McFarlane, Michael Pennington | Terror            | Gravada en anglès.                           |
| La vida secreta de les paraules   | Isabel Coixet                      | Sarah Polley, Tim Robbins, Javier Cámara                                                           | Drama             | Guanyador d'un Goya; produïda per Almodóvar. |
| Habana Blues                      | Benito Zambrano                    | Alberto Yoel, Roberto Sanmartín                                                                    | Drama             | Gravada i produïda conjuntament amb Cuba.    |
| Vida y color                      | Santiago Tabernero                 | Carmen Machi, Silvia Abascal                                                                       | Drama             |                                              |
| El maquinista                     | Brad Anderson                      | Christian Bale, Jennifer Jason Leigh, Aitana Sánchez-Gijón                                         | Terror            | Gravada en anglès.                           |
| El Sueño de una noche de San Juan | Ángel de la Cruz, Manolo Gómez     | | Comèdia, Animació |                                              |
| El método                         | Marcelo Piñeyro                    | Eduardo Noriega, Najwa Nimri, Adriana Ozores, Carmelo Gómez                                        | Drama             |                                              |
| Ninette                           | José Luis Garci                    | Elsa Pataky                                                                                        | Comèdia           |                                              |
| FAQ: Frequently Asked Questions   | Carlos Atanes                      | Xavier Tort, Anne-Céline Auchè                                                                     | Ciència-ficció    |                                              |
| Princesas                         | Fernando León de Aranoa            | Candela Peña, Micaela Nevárez                                                                      | Social drama      | Prostitució i racisme a Madrid.              |
| Tapes                             | José Corbacho, Juan Cruz Benavente | Elvira Mínguez, María Galiana, Ángel de Andrés López, Rubén Ochandiano                             | Comèdia/drama     | Guanyadora de 2 Premis Goya.                 |
| Obaba                             | Montxo Armendáriz                  | Pilar López de Ayala, Eduard Fernández                                                             | Drama             | Basada en la novel·la de Bernardo Atxaga.    |
| 20 centímetros                    | Ramón Salazar                      | Mónica Cervera, Pablo Puyol                                                                        | Musical           |                                              |